# John Pardon
John Pardon – amerykański matematyk, od 2022 pracujący w Simons Center for Geometry and Physics. Specjalizuje się w geometrii i topologii.

## Życiorys
W latach 2005–2007 zdobył trzy złote medale na międzynarodowej olimpiadzie informatycznej. Ucząc się w szkole średniej uczęszczał na zajęcia z matematyki na Duke University. Studiował matematykę na Uniwersytecie Princeton, podczas studiów uczył się też chińskiego i grał na wiolonczeli. Po ukończeniu studiów (jako prymus) w 2011 udał się na Uniwersytet Stanforda, gdzie w 2014 uzyskał doktorat pod kierunkiem Jakowa Eliashberga. Po rocznej pracy na Uniwersytecie Stanforda w 2016 został profesorem na Uniwersytecie Princeton, a od 2022 pracuje w Simons Center for Geometry and Physics na Stony Brook University. 
Na Uniwersytecie Princeton był promotorem dwóch doktoratów. 
Swoje prace publikował m.in. w „Geometry & Topology”, „Compositio Mathematica”, „Duke Mathematical Journal”, „Mathematische Annalen”, „Journal of Topology", „Publications mathématiques de l'IHÉS” oraz najbardziej prestiżowych czasopismach matematycznych świata: „Annals of Mathematics” i „Journal of the American Mathematical Society”.
W 2012 został nagrodzony Morgan Prize za rozwiązanie blisko trzydziestoletniego problemu Gromowa (Gromov’s distortion problem), a w 2017 Alan T. Waterman Award za wkład w geometrię i topologię. W 2021 otrzymał Nagrodę MCA, a w 2022 Clay Research Award.
W 2018 roku wygłosił wykład sekcyjny na Międzynarodowym Kongresie Matematyków w Rio de Janeiro i został członkiem (fellow) Amerykańskiego Towarzystwa Matematycznego.